# Селезнево (Рязанская область)
Селезнево — село в России, расположено в Клепиковском районе Рязанской области. Входит в состав Оськинского сельского поселения.

## Географическое положение
Село Селезнево расположено примерно в 5 км к востоку от центра города Спас-Клепики на северном берегу озера Лебединое (Селезневское). Ближайшие населённые пункты — деревня Кондаково к северу, деревня Коробово к востоку, деревня Лаптево к югу и деревня Деево к западу.

## История
Деревня Селезнево впервые упоминается в XVII в. в составе Окологородного стана Рязанского уезда.
В первой половине XIX века в деревне поселились старообрядцы, вернувшиеся по приглашению Николая I с Буковины. После 1846 года местная старообрядческая община приняла Белокриницкое согласие.
В 1905 году деревня входила в состав Спас-Клепиковской волости Рязанского уезда и имела 36 дворов при численности населения 300 чел.
19 декабря 1907 года было открыто младшее отделение школы. Здание было пожертвовано общине рязанским купцом Федотом Масленниковым.
В 1911 году приехавшим из Белой Криницы митрополитом Макарием и епископом Рязанским и Егорьевским Александром в Селезнево был освящен храм во имя Покрова Пресвятой Богородицы.

## Население
| 1859 | 1906 | 2010 |
| ---- | ---- | ---- |
| 124  | ↗300 | ↘35  |

## Транспорт и связь
Село находится у трассы Р105 с регулярным автобусным сообщением.
Село Селезнево обслуживает отделение почтовой связи Спас-Клепики (индекс 391030).

## Достопримечательности
- Действующий храм Покрова Пресвятой Богородицы, относящийся к Русской православной старообрядческой церкви.
- Памятник природы регионального значения "Озеро Селезневское".